# Hämmerleinsmühle (Georgensgmünd)
Hämmerleinsmühle (fränkisch: Hämmalasmil) ist ein Gemeindeteil der Gemeinde Georgensgmünd im Landkreis Roth (Mittelfranken, Bayern). Hämmerleinsmühle liegt in der Gemarkung Georgensgmünd.

## Geografische Lage
Die Einöde liegt am Steinbach, einem linken Zufluss der Fränkischen Rezat. Im Westen grenzt das Waldgebiet „Brödling“ an, 0,5 km südwestlich das Waldgebiet „Lustenau“. 0,5 km südlich erhebt sich der „Steinbühl“ (391 m ü. NHN). Die Kreisstraße RH 9 führt nach Untersteinbach ob Gmünd (1,3 km nordwestlich) bzw. nach Georgensgmünd zur Staatsstraße 2224 (2,5 km südöstlich).

## Geschichte
Der Ort wurde 1511 als „des segers güthlein“ erstmals urkundlich erwähnt. Die Mühle betrieb also ursprünglich ein Sägewerk. Im 18. Jahrhundert wurde sie zu einem Hammerwerk umgebaut, das zur Eisendrahtherstellung genutzt wurde. In den Vetter’schen Oberamtsbeschreibungen von 1732 wurde sie „Weyer- oder Hämmerleinsmühle“ genannt. Bezeichnet wurde sie nach ihrer Lage bei Weihern und ihrer Funktion.
Gegen Ende des 18. Jahrhunderts gab es in Hämmerleinsmühle ein Anwesen. Das Hochgericht übte das brandenburg-ansbachische Oberamt Roth aus. Die Mühle hatte die Altschell’sche Rentenverwaltung Mäbenberg als Grundherrn.
Von 1797 bis 1808 unterstand der Ort dem Justiz- und Kammeramt Roth. Im Rahmen des Gemeindeedikts wurde Hämmerleinsmühle dem 1808 gebildeten Steuerdistrikt Rittersbach und der 1811 gegründeten Ruralgemeinde Mäbenberg zugewiesen. Am 31. März 1910 wurde die Mühle nach Georgensgmünd umgemeindet.
Um 1900 legten die Besitzer dann die aufgestauten Mühlweiher trocken und bauten dort Hopfen an. Die Mühle wurde wieder zur Betreibung eines Mahl- und Sägewerks genutzt. Seit 1959 ist sie stillgelegt. Das ursprüngliche Mühlgebäude wurde abgerissen.
2018 haben die neuen Eigentümer die Mühle in einen Veranstaltungsort mit Biergarten und Gastronomie umgewandelt und betreiben es seitdem als „Hämmerla“.

### Baudenkmäler
- Inschriftstein der Mühle[12]

### Einwohnerentwicklung
| Jahr      | 001818 | 001840 | 001861 | 001871 | 001885 | 001900 | 001925 | 001950 | 001961 | 001970 | 001987 |
| Einwohner | 15     | 16     | 12     | 13     | 8      | 8      | 7      | 10     | 7      | 7      | 4      |
| Häuser    | 4      | 1      |        |        | 2      | 1      | 2      | 2      | 2      |        | 1      |
| Quelle    | [ 14 ] | [ 15 ] | [ 16 ] | [ 17 ] | [ 18 ] | [ 19 ] | [ 20 ] | [ 21 ] | [ 22 ] | [ 23 ] | [ 1 ]  |

## Religion
Hämmerleinsmühle ist seit der Reformation evangelisch-lutherisch geprägt und bis heute nach St. Georg (Georgensgmünd) gepfarrt. Die Einwohner römisch-katholischer Konfession sind nach St. Wunibald (Georgensgmünd) gepfarrt.